# Beffroi de Bergues
Le Beffroi de Bergues, monument symbolique de la ville de Bergues, dans le département du Nord, en France, domine l'hôtel de ville et toute la région environnante.

## Historique

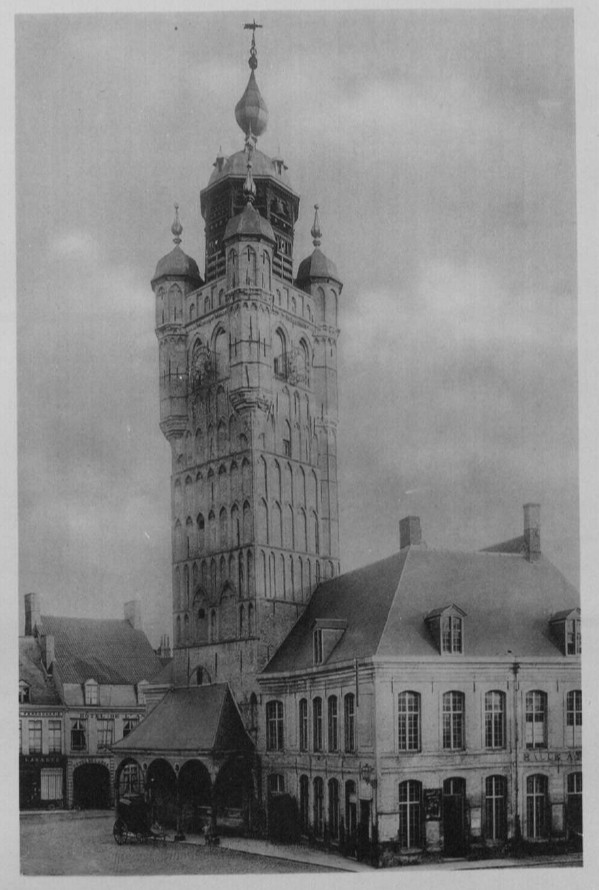
Photographie du beffroi ancien, avant sa destruction de 1944 et sa reconstruction de 1961. On peut observer des différences vis-à-vis de la version actuelle.

Le beffroi de Bergues est l'attraction la plus célèbre de la ville. Sa construction a commencé au XIIIe siècle. Il a dû être reconstruit une première fois au XIVe siècle, après l'invasion française de 1383, et à nouveau au XVIe siècle. Restauré au XIXe siècle, il est classé monument historique dès 1840. Il a été endommagé par un incendie en 1940 et détruit par dynamitage par les troupes allemandes, lors de leur retraite en 1944. Reconstruit en 1961, il a été à nouveau classé monument historique (M.H.) en 2004, et il fait partie des beffrois de Belgique et de France, classés sur la liste du Patrimoine mondial par l'UNESCO le 16 juillet 2005. Au sommet du beffroi, se trouve un carillon de 50 cloches qui sonne pour le marché le lundi et d'autres festivités, comme le célèbre carnaval. Certaines des cloches, sauvées après le désastre de 1944, datent des XVIIe et XVIIIe siècles.
Il a été très peu étudié,,, et a toujours été victime d'un relatif désintérêt. Il datait, semble-t-il, de la fin du XIVe et du XVe siècle, avec un couronnement du XVIe (les 4 tourelles)-début XVIIe siècle (le couronnement bulbeux) et était souvent considéré, avant sa destruction, comme le plus beau de France. Il figurait d'ailleurs parmi les Merveilles de France d'Ernest Granger (Paris Hachette 1913)  avec seulement 3 autres monuments sélectionnés pour le Nord-Pas-de-Calais : la Petite Place d'Arras, la Vieille Bourse de Lille et la Maison des Rémy à Douai (détruite pendant la Guerre de 14, non classée M.H. donc non reconstruite). Et il pouvait rivaliser avec les plus fameux de Belgique et des Pays-Bas, comme Bruges, Bruxelles et Middelbourg. C'était probablement le plus beau monument du département du Nord et aussi le sommet des monuments français, spécialement pour l'architecture civile car il figurait déjà  dans les Antiquités Nationales de Millin de 1800 avec une planche pleine page et son classement s'était imposé d'office dès 1840 .
Haut de 47 mètres, construit de briques de sable jaune, il était d'un type unique et tout à fait hors norme. Ses quatre faces étaient recouvertes de panneaux, composés chacun de deux arcatures gothiques aveugles superposées, avec remplages trilobés, qui allaient en s'élargissant dans les parties supérieures, très spectaculaires, assez profondes et uniques en leur genre, en tous cas sans équivalent du côté français ou belge de la frontière, qui affinaient sa puissante silhouette marquée par 4 énormes échauguettes octogonales.

## Destruction et reconstruction
Le 16 septembre 1944, alors en pleine déroute, les allemands dynamitent le beffroi. Celui-ci ne sera jamais reconstruit faute d'argent. Aucun accord sur un budget entre l'État (Service des M.H.) et la ville de Bergues (la répartition habituellement proposée par l'État était de 50 % du coût pour l'État et 50 % pour la commune propriétaire du bien) pour une reconstruction dans les règles de l'art (alors que partout en Europe après la Seconde Guerre Mondiale les M.H. remarquables même totalement détruits ont été reconstruits à l'identique : ainsi en France l'église abbatiale de Lessay dans la Manche, en Belgique les tours des églises de Harelbeke, Hoogstraten, etc., aux Pays-Bas le beffroi de Sluis, les tours des églises de Arnhem, Wouw, etc., et de même en Allemagne, Pologne et Italie) : l'affaire a traîné pendant 10 ans de 1944 à 1954 par impossibilité de boucler le budget. Pour en finir, une solution expéditive a été trouvée: le déclassement des MH par l'État  en 1954, qui dégageait totalement l'État et la ville de Bergues de leurs obligations, suivi d'un accord entre l'État (Ministère de la Reconstruction) et la ville de Bergues avec pour objet une reconstruction à bas coût, sans les contraintes inhérentes à une reconstruction respectueuse et fidèle.
Ce déclassement est fort méconnu. Le déclassement du beffroi de Bergues apparait ainsi comme un cas unique pour un monument de cette valeur.
En France, en particulier en Normandie mais aussi Picardie, Champagne, Alsace, Lorraine etc (et partout en Europe), après les 2 guerres mondiales, on a reconstruit tous les monuments historiques, à plus forte raison quand ce sont des bâtiments publics et de cette importance. Nulle part ailleurs en France ni en Europe, on n'a sacrifié de monument d'une telle valeur. La disparition définitive de l'ancien beffroi de Bergues constitue donc une très grande perte pour le patrimoine architectural gothique français, voire européen, n'ayant comme équivalent que des évènements tels que l'effondrement de la tour du XVe siècle de l'abbaye Saint-Bertin à Saint-Omer en 1947,(après 150 ans d'abandon par les autorités municipales), non classée M.H, donc non reconstruite et la destruction par les Allemands en 1944 de l'ancien Hôtel de ville de Calais, de style Tudor de la fin du XIVe siècle, non classé lui non plus et donc non reconstruit après la guerre.[réf. nécessaire]
Paradoxalement, le déclassement de 1954 a permis la reconstruction de 1958 à 1961, mais sur des bases moins exigeantes. M. Gélis, architecte en chef des MH, a été chargé par le Ministère de la Reconstruction de reconstruire le Beffroi avec un budget limité. Il a conçu un beffroi plus petit de quelques mètres que l'original, qui respecte vaguement sa silhouette mais non son caractère gothique extrêmement affirmé et se démarque complètement de ce qui existait antérieurement. Le beffroi actuel se présente plus ou moins comme un bâtiment d'inspiration a priori romane mais très éloigné de ce qu'il était avant la destruction.Le nouveau beffroi ne figure nulle part dans les études ou anthologies d'architecture moderne et on ne lui reconnaît aucune valeur particulière en tant que création architecturale moderne.[réf. nécessaire]
L'actuel beffroi de Bergues a été inscrit au titre des monuments historiques en 2004 (à la demande de la ville de Bergues) pour pouvoir entrer dans le groupe des Beffrois remarquables de Belgique-Nord-Pas-de-Calais reconnu par l'Unesco le 16 juillet 2005 et bénéficie ainsi du classement au titre de Patrimoine de l'humanité.